# Кирай, Штефан
Штефан Кирай (нем. Stefan Kiraj; 11 мая 1989, Шпремберг) — немецкий гребец-каноист, выступает за сборную Германии в различных гребных дисциплинах начиная с 2011 года. Участник летних Олимпийских игр в Рио-де-Жанейро, серебряный и бронзовый призёр чемпионатов мира, серебряный призёр чемпионата Европы, победитель многих регат национального и международного значения.

## Биография
Штефан Кирай родился 11 мая 1989 года в Шпремберге, ГДР. Активно заниматься греблей начал в возрасте одиннадцати лет, проходил подготовку в Потсдаме в одноимённом каноэ-клубе под руководством тренера Ральфа Вельке.
Первого серьёзного успеха на взрослом международном уровне добился в сезоне 2011 года, когда вошёл в основной состав немецкой национальной сборной и побывал на чемпионате мира в венгерском Сегеде, откуда привёз награду бронзового достоинства, выигранную в программе эстафеты 4 × 200 м. Два года спустя выступил на домашнем мировом первенстве в Дуйсбурге и на сей раз взял в эстафете серебро, уступив лидерство лишь команде из России.
В 2016 году в зачёте двухместных каноэ на дистанции 200 метров в паре со Штефаном Хольцем завоевал серебряную медаль на европейском первенстве в Москве — в финале на финише их обошёл только экипаж из Белоруссии.
Благодаря череде удачных выступлений Кирай удостоился права защищать честь страны на летних Олимпийских играх в Рио-де-Жанейро. Стартовал здесь в зачёте каноэ-одиночек на двухсотметровой дистанции — благополучно квалифицировался на предварительном этапе, но на стадии полуфиналов пришёл к финишу лишь шестым и, таким образом, завершил своё выступление на Олимпиаде.